# Víctor Alegría Gonzáles
Víctor Alegría Gonzales (Rumisapa; San Martín, 20 de mayo de 1953) es un abogado y político peruano. Fue alcalde del distrito de San Luis en tres periodos no consecutivos.

## Biografía
Víctor Alegría nació el 20 de mayo de 1953 en el distrito de Lumisapa, ciudad ubicada en la provincia de Lamas del departamento de San Martín.
Realizó sus estudios primarios en el Colegio Particular Ramón Castilla, y los secundarios en la Gran Unidad Escolar Jiménez Pimentel. Entre 1971 y 1980 hizo sus estudios universitarios de Derecho en la Universidad San Martín de Porres.
Como abogado labora en el Instituto Nacional de Radio y Televisión del Perú (IRTP) desde 1983.
En el año 1989, inició su participación política como miembro de Acción Popular, partido político de Fernando Belaúnde Terry, y participó en las elecciones municipales como candidato a la alcaldía del distrito de San Luis por el Frente Democrático, alianza política liderada por Mario Vargas Llosa. Alegría resultó elegido como alcalde del distrito de San Luis para el periodo 1990-1992 y fue reelegido para el periodo 1993-1995.
Desde 1993 hasta 1995 se desempeñó como secretario departamental de Lima de Acción Popular. En 1995, postuló sin éxito al Congreso de la República y a una segunda reelección como alcalde de San Luis. Posteriormente en 1998, Alegría renuncia a Acción Popular y se integra al partido Somos Perú de Alberto Andrade, en donde postuló nuevamente como alcalde y fue elegido por tercera vez, siendo para el periodo 1999-2002.
Postuló nuevamente al Congreso de la República en el año 2000 e intentó ser nuevamente elegido como alcalde en 2002 y 2006. En 2010 renunció a Somos Perú y pasó a afiliarse a Siempre Unidos, en donde intentó nuevamente la alcaldía en las elecciones del 2010. Su último intento fue en 2018 como invitado del partido Democracia Directa.